# Cosmos (film, 1996)
Pour les articles homonymes, voir Cosmos.
Pour plus de détails, voir Fiche technique et Distribution.
Cosmos est un film québécois collectif produit par Roger Frappier (Max Films) et réalisé par Jennifer Alleyn, Manon Briand, Marie-Julie Dallaire, Arto Paragamian, André Turpin et Denis Villeneuve. 
La première eut lieu le 30 octobre 1996 au cinéma Impérial de Montréal.

## Synopsis
Plusieurs histoires se déroulent en parallèle, reliée par un personnage commun : Cosmos, le chauffeur de taxi.

## Fiche technique
- Année : 1996
- Réalisateurs :  Denis Villeneuve, André Turpin, Jennifer Alleyn, Manon Briand, Marie-Julie Dallaire, Arto Paragamian.
- Directeur photo : André Turpin
- Direction artistique : Pierre Allard
- Monteur : Richard Comeau
- Durée : 100 minutes
- Producteur : Roger Frappier

## Distribution
- Igor Ovadis : Cosmos, le chauffeur de taxi

Segment Jules et Fanny (André Turpin)
- Marie-France Lambert
- Alexis Martin

Segment Cosmos et Agriculture (Arto Paragamian)
- Marc Jeanty

Segment Le Technétium (Denis Villeneuve)
- David La Haye
- Audrey Benoît
- Carl Alacchi
- Stéphane Demers

Segment Aurore et Crépuscule (Jennifer Alleyn)
- Sarah-Jeanne Salvy
- Gabriel Gascon

Segment Boost (Manon Briand)
- Marie-Hélène Montpetit
- Pascal Contamine

Segment L'Individu (Marie-Julie Dallaire)
- Sébastien Joannette
- Élise Guilbault

## Distinctions
Le film fut sélectionné au 50e Festival de Cannes et reçut le prix CICAE (cinéma d'art et d'essai), à la Quinzaine des réalisateurs. Sélectionné pour représenter le Canada aux Oscars en 1997, il a participé à plus d'une cinquantaine de festivals internationaux.